# تشارلز ويكفيلد كادمان
تشارلز ويكفيلد كادمان (بالإنجليزية: Charles Wakefield Cadman)‏ هو ناقد موسيقي وملحن وصحفي أمريكي، ولد في 24 ديسمبر 1881 في جونستاون في الولايات المتحدة، وتوفي في 30 ديسمبر 1946 في لوس أنجلوس في الولايات المتحدة.

## وصلات خارجية
- تشارلز ويكفيلد كادمان على موقع IMDb (الإنجليزية)
- تشارلز ويكفيلد كادمان على موقع الموسوعة البريطانية (الإنجليزية)
- تشارلز ويكفيلد كادمان على موقع ميوزك برينز (الإنجليزية)
- تشارلز ويكفيلد كادمان على موقع ديسكوغز (الإنجليزية)